# 奧濱名湖站
奧濱名湖站（日语：／ Okuhamanako eki */?）是位於靜岡縣濱松市濱名區三日町下尾奈1番10號，天龍濱名湖鐵道的天龍濱名湖線車站。

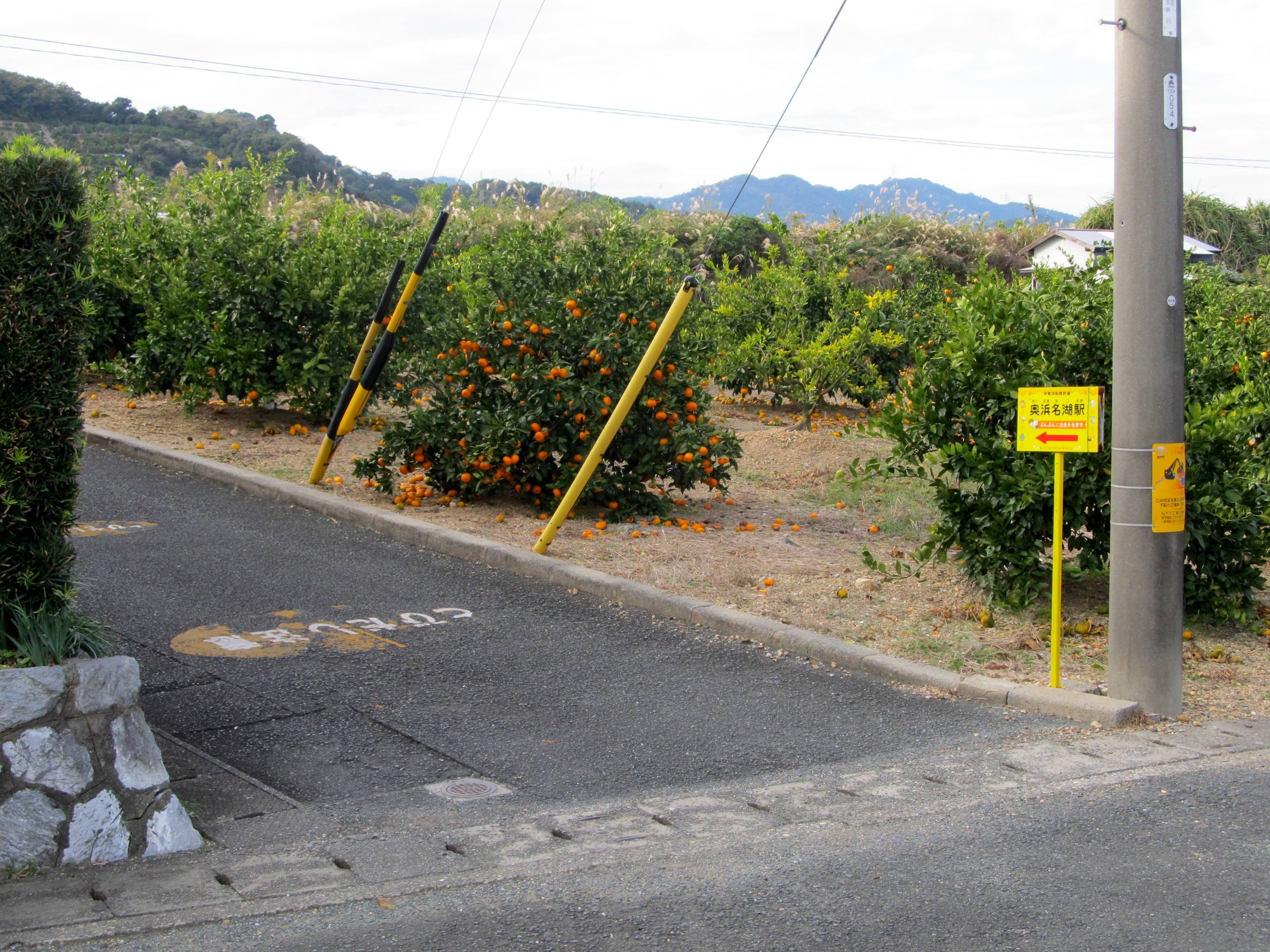
車站入口(2022年12月)

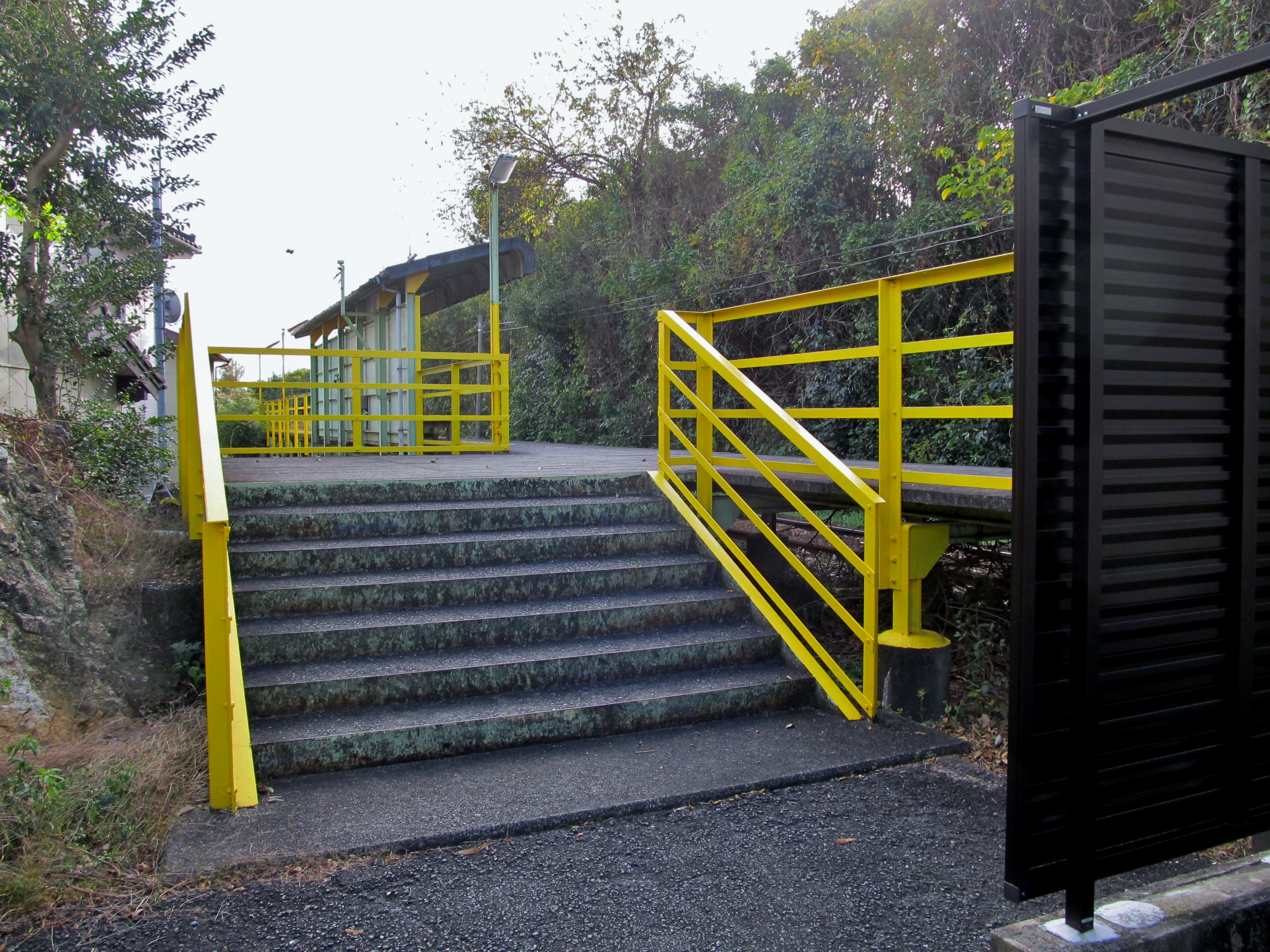
月台入口(2022年12月)

## 歷史
- 1988年（昭和63年）3月13日：車站啟用。

## 車站構造
本站是地面車站，設有1面1線的單式月台。此站野是無人車站。

## 使用狀況
以下為近年1日平均乘車人次
| 乘車人次變化 | 乘車人次變化      |
| 年度         | 一日平均 乘車人次 |
| ------------ | ----------------- |
| 2008         | 44                |
| 2009         | 44                |
| 2010         | 42                |
| 2011         | 48                |
| 2012         | 41                |
| 2013         | 48                |
| 2014         | 41                |
| 2015         | 36                |
| 2016         | 26                |
| 2017         | 33                |
| 2018         | 31                |

## 車站周邊
車站附近較多住宅。
- 國道301號
- 濱名湖湖濱廣場
- 三日橙親睦巴士（日语：浜松市自主運行バス#三ヶ日オレンジふれあいバス） 鵺代巴士站

## 相鄰車站
天龍濱名湖鐵道
天龍濱名湖線
三日－奧濱名湖－尾奈

## 注腳
1. ↑  濱松市統計書

## 外部連結
- 奧濱名湖站 （页面存档备份，存于）（日語） - 天龍濱名湖鐵道株式會社